# Мужеубийство

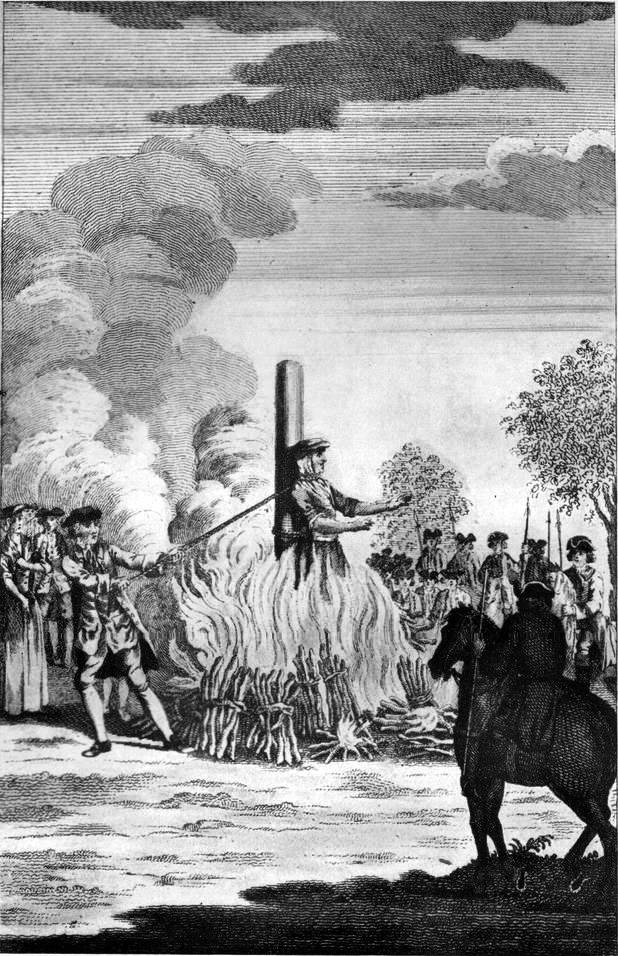
Казнь мужеубийцы Катерины Хейз

Мужеубийство — уголовное преступление, когда женщина совершает убийство своего официального мужа, то есть мужчины, состоящего с ней в официальном браке.

## Статистика
По статистике от 2,5 до 3 тыс. российских женщин ежегодно убивают своих партнеров (гражданских или неофициальных мужей) – это 80% от общего числа убийств, совершаемых женщинами в РФ. Наиболее проблемным в этом плане считается Башкирия — 5% от всех мужеубийств зафиксированных в России.

## Известные мужеубийцы
- Данаиды — мифические мужеубийцы.
- Деянира — мифическая мужеубийца.
- Мария Ромберг
- Ливерпульские чёрные вдовы
- Джени Гиббс
- Грисельда Бланко — по собственному признанию, своего второго мужа она убила лично выстрелом в рот.

## В массовой культуре
- Роман Агаты Кристи «Убийство Роджера Экройда» (1926).
- Рассказ Карела Чапека «Присяжный» (1929).
- Роман Агаты Кристи «Убийство в доме викария» (1930).
- Роман Агаты Кристи «Смерть лорда Эджвера» (1933).
- Рассказ Жоржа Сименона «Баржа с двумя повешенными[фр.]» (1936).
- Роман Агаты Кристи «Лощина» (1946).
- Роман Рекса Стаута «Вместо улики[англ.]»  (1946).
- Мюзикл «Чикаго» (1975) (одноимённая экранизация в 2002 году).
- Роман Стивена Кинга «Долорес Клейборн» (1992) (одноимённая экранизация в 1995 году).
- Х/ф. «Чёрная вдова» (1987).
- Телесериал «Почему женщины убивают» (2019).